# Edwardsia delapiae
Edwardsia delapiae är en havsanemonart som beskrevs av Oscar Henrik Carlgren och Stephenson 1928. Edwardsia delapiae ingår i släktet Edwardsia och familjen Edwardsiidae. Inga underarter finns listade i Catalogue of Life.